# A Hajnal bolygó robotjai
A Hajnal bolygó robotjai (angolul: The Robots of Dawn) Isaac Asimov tudományos-fantasztikus krimije, amely először 1983-ban jelent meg. Magyar fordításban 1992-ben jelent meg a Móra Ferenc Könyvkiadónál.
Ez a könyv Asimov Robot sorozatának harmadik regénye, a történet folytatása az Acélbarlangok és A mezítelen nap című regényeknek, illetve a Tükörkép című novellának. A regény főhőse Elijah Baley és R. Daneel Olivaw.
1984-ben a regényt jelölték Hugo-díjra a legjobb regény kategóriában.

## Történet
|  | Alább a cselekmény részletei következnek! |

A regény cselekménye az Aurora nevű bolygón játszódik Eos városában, ami a bolygó legnagyobb és legjelentősebb városa. Elijah Baley nyomozónak egy különös „majdnem gyilkossági” ügyet, egy „robotölést” kell megoldania. Az áldozat R. Jander Panell, a világ második humanoid robotja R. Daneel Olivaw után, az elsődleges gyanúsított pedig a készítője és tulajdonosa, aki éppen úgy Dr. Fastolfe, mint Daneelé, bár a cselekmény időpontjában az áldozat nem nála, hanem Fastolfe jó barátjánál, Gladia Dellmare solariai bevándorlónő házában szolgált. Jandert valaki vagy valakik olyan mentális problémahelyzetbe hozták, melynek során bármit is tenne, meg kellene sértenie valamelyik robotikai alaptörvényt. Ez azonban egy robot számára lehetetlen, ilyenkor a pozitronagy túlterhelődik és kiégeti önmagát, a robot elpusztul. A Földön az ilyen jelenséget roblokknak hívják, az Auróra robotjai azonban sokkal fejlettebb konstrukciók, amelyek esetében még a mesterségesen előidézett mentális zárlat valószínűsége is roppant kicsi, és csak nagy szakértelemmel érhető el; a spontán mentális zárlat pedig gyakorlatilag elképzelhetetlen.
Maga az ügy (minthogy egy robot elpusztítása az Aurórán is csak bírságot és kártérítést maga után vonó kisebb rongálásnak számít, egy saját robot elpusztítása pedig nem is számít bűnnek) önmagában nem olyan súlyos, mint a politikai következmények. Az Auróra Föld-ellenes politikai mozgalma, a globalisták ugyanis a Föld izolációjának megszüntetését támogató Fastolfe és szövetségesei ellen akarják fordítani Jander pusztulását. A globalisták, Dr. Amadiro mester-robotszakértő vezetésével, a Galaxis kolonizációjában alapvető szerepet szánnak a humanoid robotoknak (azonban önerőből képtelenek ilyeneket gyártani). Azzal vádolják Fastolfot, hogy hazaárulást követett el, és tönkretette az Auróra jövőjét, amikor elpusztította Jandert, hogy a kolonizációs kezdeményezések lendületét átjátszhassa földi szövetségeseinek. Ha vádjukat bebizonyítják, az az űrlakó világokon lévő egyetlen olyan ember bukását jelenti, aki segítséget ígért a Földnek, hogy kitörhessen a rákényszerített izolációból.
A Földön rengeteg ember él szűkösen, másfélszeres mennyiségben a mintegy ötven űrlakó világ összlakosságának számához képest. Ha a földiek kirajzanak a Galaxisba, akkor nem kérdés, hogy viszonylag rövid idő alatt elfoglalják a maradék kolonizálható bolygókat (ez utóbbi hipotézist nemcsak a globalisták kezelik tényként, hanem általános, megalapozott vélekedés az űrlakók között), jelentéktelenségre és bezárkózásra ítélve az Aurórát (és a többi egykori Föld-gyarmatot. Ugyanakkor Fastolfe azt hirdeti, hogy az egész emberiség érdekeit kell nézni, nem pusztán az Auroráét, és ez utóbbi nézőpontból sokkal jobb eshetőség, ha a Föld is beszáll a Galaxis meghódításába, mivel a bezárkózó, hanyatlásnak indult űrlakó civilizációnak vérfrissítésre van szüksége.
A Föld vezetősége a helyzet súlyossága miatt gyakorlatilag paranccsal kényszeríti Baleyt, hogy vállalja az ügyet: mindenképpen meg kell menteniük Fastolfe jó hírét, és tisztázni a tudóst a vádak alól, különben a Föld örökre karanténbe kényszerülhet. Fastolfe cserébe politikai, anyagi és technikai támogatást ígér a Földnek: amennyiben megmentik a politikai bukástól, és győztesen kerül ki a küzdelemből, hatalmas befolyásával ráveheti az aurorai vezetőséget, hogy űrhajókat és mozgásteret adjon a Földnek egy új gyarmatosítási hullám céljából. Az ügy azonban majdnem reménytelen: Baleynek egy ellenséges és ismeretlen, a földiek elleni előítéletekkel teli világban kell megoldania egy olyan ügyet, mellyel egy egész bolygó szakértői és tudósai képtelenek voltak boldogulni. Ráadásul az sem éppen lehetetlen, hogy Fastolfe ellenfelei merényletet kísérelnek meg a nyomozó ellen.
Baley-ért két robot: Daneel és R. Giskard Reventlov megy a Földre, és kísérik szigorú védőőrizet mellett az Aurorára, hogy találkozhasson Dr. Fastolfe-fal és megpróbálja kideríteni ki tette működésképtelenné Jandert. Az alapvető probléma, hogy ehhez általános vélekedés szerint csak egyetlen embernek volt meg a tudása, mégpedig a robot készítőjének, Dr. Fastolfe-nak – ő maga is ezt hangoztatja – viszont azt is állítja, hogy nem ő tette, ezért csak a véletlen mentális zárlatot tartja elképzelhetőnek, amit azonban rendkívüli valószínűtlensége miatt a bolygó közvéleménye nem fogadna el magyarázatként.
Az Auróra felé való hiperűrúton Baley az általa sohasem látogatott célbolygó történelmét, közéletét és más, a nyomozást segítő ismeretterületeket igyekszik tanulmányozni. Azonban rosszul lesz egy közvetlen neurális impulzusokat az agyba vivő, helytelenül kezelt informatikai eszköztől. Rosszullétéből arra eszmél, hogy nem Daneel sietett a segítségére, a régóta ismert robot-barát, hanem a kívül-belül jóval egyszerűbbnek tűnő idegenebb szerkezet, Giskard.
Baley a két és fél napos nyomozás során újra találkozik Gladia Delmarre-ral, akivel korábban a Solarián ismerkedett meg, s aki a Solaria bolygóról költözött át az Aurorára. Megtudja, hogy Jandert Dr. Fastolfe kölcsönadta a nőnek, azonban ő az Aurorán is nagyon egyedül volt. Gladia egy idő után „férjeként” kezelte a robotot, azonban ezt a legnagyobb titokban tartotta. Megtudja tőle azt is, hogy miközben Jander a férje volt, egy Gremionis nevű aurorai férfi folyamatosan udvarolt neki, jóllehet ő újra és újra visszautasította a szorosabb kapcsolatot, továbbá azt is, hogy Dr. Fastolfe-nak van két felnőtt lánya is. Később Dr. Fastolfe-tól azt is megtudja, hogy az egyik lányát, Vasiliát, Dr. Fastolfe maga nevelte fel, ami az aurorai szokásokkal teljesen ellentétes, azonban később megromlott a kapcsolatuk és Vasilia, aki feltűnően hasonlít Gladiára, haragban vált külön apjától (azt állítva, hogy a tudós érzéketlen pszichopata, aki csak pszichológiai kísérletei alanyának tekintette), apja politikai ellenfeleinek dolgozik robotszakértőként.
Baley találkozni akar Vasiliával, hogy további információkat gyűjtsön. Rájön, hogy Vasilia ismerte Gladia udvarlóját, Gremionist, sőt még biztatta is arra, hogy udvaroljon Gladiának. Megtudja azt is, hogy Giskard Vasiliát szolgálta annak lánykorában, és hogy a robotszakértőnek tanuló leány kísérletképp többször átprogramozta, valamint hogy Vasilia és Giskard érzelmileg még mindig kötődnek egymáshoz.
Miután távozik Vasiliától, Baley találkozik Gremionisszal, aki már kereste őt, arra kérve a nyomozót, hogy ne keverje őt bele az ügybe. Tőle megtudja, hogy rendszeresen beszélt Vasiliának a Gladiáról és arról is beszámolt neki, hogy Gladiával hosszú sétákat szoktak együtt tenni.
Baley következő útja Dr. Amadiróhoz vezet, aki Dr. Fastolfe politikai ellenfele és szakmai vetélytársa, és maga is olyan humanonid robotok létrehozását tűzte ki céljául, mint amilyen Daneel és Jander. Amadiro kétszínűnek bizonyul: fogadja ugyan Baley-t, és rendkívül udvariasnak mutatkozik, ám egyúttal meg is fenyegeti, hogy másnap kiutasíttatja az Elnökkel a Auroráról. Baleynek tehát már nincs sok ideje befejezni a nyomozást, hiszen az Elnök, Amadiro feljelentése következtében, másnap délelőtt személyes beszélgetésen fogja meghallgatni a feleket. Amadiro mindazonáltal érthetetlen udvariassággal próbálja Baleyt minél tovább feltartani. Mire el tudnak indulni hazafelé, az időjárás elromlik és vihar tör ki. Mindez nem váratlan, Baley mégis pánikba esik, ugyanis agora- és viharfóbiás (mint a zárt, klimatizált felszínalatti óriásvárosokban élő földlakók többsége is, akik elszoktak a külszíntől, és egy kis esőt is komoly stresszként élnek meg), valamint az is kiderül, hogy légpárnás járművüket megrongálták, amíg Amadirónál voltak, ezért nem érhetnek el vele Dr. Fastolfe házáig – ráadásul követik őket.
Baley rájön, hogy jóllehet a két robot, Daneel és Giskard eddig rá vigyáztak, valójában nem ő van veszélyben, hanem Daneel, hiszen Jander halála után ő az egyetlen létező humanoid robot, és Amadirónak rá lenne szüksége kutatásai sikeréhez. Megparancsolja hát a robotoknak, hogy meneküljenek, és Giskard csak azután jöjjön vissza érte, ha Daneel már biztonságban van. Itt egy furcsa esemény történik, ami szöget üt a fejébe, de egyelőre nem tudja hova tenni: Daneel, a humanoid android teljesen robotszerűen viselkedve, ellenkezik, és semmiképp nem akarja magára hagyni a veszélyben az embert. A jóval primitívebben kinéző és elvileg mentálisan is egyszerűbb Giskard azonban mintha azonnal felfogná, mit akar az ember, amikor az saját egyéni életét a jóval elvontabb „emberiség” érdekei mögé helyezi, és remekül megoldja a nyomozó által kért feladatot: kikerülve az üldözőket, biztonságba helyezi Daneelt, majd rátalál az ájult nyomozóra is, pedig az nem a megbeszélt helyen várja őt.
Daneel és Giskard Gladia birtokára menekülnek, Baley pedig lerázza az őket üldöző robotokat, majd kimegy az esőbe, mert fél, hogy az üldözők nemsokára rájönnek, hogy félrevezette őket, és visszatérve a veszteglő járműhöz, őt is foglyul ejtik, tehetetlenségre kárhoztatva nyomozásában. Gladia és Giskard a fák között találnak rá eszméletlenül, amikor visszamennek érte. Gladia birtokán töltik az éjszakát mindhárman. Baley és Gladia szexuális kapcsolatba lépnek, ezért elküldik az őrrobotokat. Giskard nem lehet jelen, amikor a férfi álmában beszél: „ő ért oda elsőnek, ő ért oda elsőnek”. Reggel Gladia megemlíti neki ezt, de Baley azonnal nem, csak fokozatosan jön rá arra, hogy mit is jelenthetnek ezek a félálomban mondott szavak. Lassan azonban sejteni kezdi, bár eleinte nagyon ködösen, hogy Giskardra vonatkoznak, és hogy a robotnak valamiképp kulcsszerepe van az ügyben.
Másnap Dr. Fastolfe birtokán kerül sor a politikai ellenfelek közötti megbeszélésre az Elnök közvetítésével. Baley megvádolja Dr. Amadirót azzal, hogy előző nap ő próbálta meg elrabolni Daneelt a viharban és hogy korábban ő volt az, akinek lehetősége volt arra, hogy kísérleteket, vizsgálatok végezzen el Jander agyán, hiszen Vasilia révén tudott arról, hogy Gladia mikor tesz sétákat Gremionisszal, és ilyenkor Gladia mindig otthon hagyta Jandert. Így Dr. Amadirónak lehetősége nyílt rá, hogy titokban holofonon felhívja és rendszeresen vizsgálja Jandert (a beszélgetéseket pedig töröltette Janderrel a robot memóriájából). Szerencsétlenségére, Baley első látogatásakor Amadiro elszólta magát egy látszólag jelentéktelen megjegyzéssel, olyat mondva, amit nem tudhatott anélkül, hogy kémkedett volna, s ebből a lényegtelennek tűnő részletből kiindulva Baleynek – pusztán ragyogóan működő ösztöneinek köszönhetően, de mindenféle súlyosabb bizonyíték hiányában – sikerül sarokba szorítania, mikor pedig Baley keresztkérdéseket tesz fel neki, a dühtől megzavarodva újabb elszólást tesz, miszerint semmi olyat nem tett Janderrel, ami a robot zárlatát okozhatta volna – ezzel azonban elismeri, hogy valamit mégiscsak tett Janderrel, azaz kapcsolatba lépett vele. Így Dr. Amadiro kénytelen beismerni, hogy valóban folytatott vizsgálatokat Janderen, s ezzel elveszti az elnök előtt szavahihetőségét. Dr. Amadiro végül kénytelen elismerni, hogy csatát vesztett Baley ellenében, lemondani arról, hogy a Jander-ügyet felhasználja Dr. Fastolfe ellen és – minthogy különben egy szinte már el is vesztett rágalmazási per fenyegetné Fastolfe részéről, ami pedig súlyos bűnténynek számít az Aurorán – egyben hozzájárulni, hogy a Föld is részt vegyen a jövőben a Galaxis kolonizálásában, Dr. Fastolfe terveinek megfelelően. A jelenlévők mellesleg arra a következtetésre jutnak, hogy jóllehet Dr. Amadiro nem akarta megölni Jandert (ami szöges ellentétben állt az érdekeivel is), azonban ezek a kísérletek növelték meg a véletlen mentális zárlat bekövetkezésének a valószínűségét.
Elutazása előtt Baley még egy rejtélyt megold: rájön, hogy Giskard képes az emberek gondolataiban olvasni, csakúgy, mint Susan Calvin egykori robotja, valamint képes is bizonyos mértékben befolyásolni az emberek gondolatait. Ezen képessége révén – ami Vasilia gyermekkori programozási kísérleteinek szándéktalan, véletlen következménye volt – valójában ő állt Jander halála mögött, hiszen a gondolatolvasás révén ő is pontosan úgy ismerte Dr. Fastolfe robotikai eredményeit, mint maga Dr. Fastolfe, s ezért ő is képes volt mentális zárlatot előidézni Jandernél, amit meg is tett, amikor rájött, hogy Dr. Amadiro Janderen végzett kísérletei eredményre vezethetnek, ami pedig a Galaxis humanoid robotok általi kolonizációjához, valamint az emberek és robotok közti különbségek lassú elmosódásához vezetne – esetleg, végső soron pedig egy emberek és robotok közti konfliktushoz. Giskard kifejti a nyomozónak, hogy az emberiség érdekében, és a Három Törvény szellemében cselekedve, kénytelen volt elpusztítani robottársát, azonban a cselekedet miatti felelősséget nem akarta magára vállalni, mivel így kiderült volna a képessége, és az emberek valószínűleg elpusztították volna, ahogy Susan Calvin egykori telepata robotját is – neki pedig kötelessége a saját védelméről is gondoskodni, ha emiatt nem kerülnek emberek közvetlen veszélybe. Ő ültette el a gondolatot Gladia és Fastolfe agyában, hogy hívják a nyomozót az Aurorára, hátha sikerül megoldania a konfliktust. Baley azonban ezt az utolsó, Giskardot illető felfedezését senkinek sem árulhatja el (Giskard tájékoztatja, hogy telepatikus úton módosítani fogja úgy az ember agyát, hogy senkinek ne legyen képes beszélni a titokról), csak magával Giskarddal beszéli meg a történteket, mielőtt elbúcsúznának egymástól.
|  | Itt a vége a cselekmény részletezésének! |

## Megjelenések

### Angolul
1. The Robots of Dawn, Doubleday, 1983[2]

### Magyarul
1. A Hajnal bolygó robotjai; ford. Hajdu Gábor; Galaktika, Bp., 1992 (Alapítvány és birodalom sorozat)
2. Asimov teljes Alapítvány-Birodalom-Robot Univerzuma, 2. kötet, Szukits Könyvkiadó, Szeged, 2002, ford.: Hajdu Gábor[3]
3. A Hajnal bolygó robotjai. Isaac Asimov Robot sorozatának 3. kötete; ford. Hajdu Gábor; 2. jav. kiad.; Gabo, Bp., 2023